# Британская арктическая экспедиция (1875—1876)
Британская арктическая экспедиция 1875—1876 гг. возглавлялась Джорджем Стронгом Нэрсом. Финансировалась Британским Адмиралтейством, главной целью экспедиции было достижение Северного полюса со стороны пролива Смита. В составе экспедиции работало два корабля: «Алерт» (под командой самого Нэрса) и «Дискавери» (под командованием Генри Фредерика Стефенсона).
Нэрс был первым исследователем, попытавшимся достигнуть Северного полюса по проливам в Море Линкольна между Гренландией и о. Элсмир, ныне один из проливов носит его имя. Нэрс придерживался теории открытого полярного моря, но убедился, что севернее 78° с.ш. простираются только ледовые поля. Начальник санной партии Альберт Маркхем на санях, в которые были впряжены люди, сумел добраться до 83°20.26' с.ш. Экспедиция была катастрофической: плохое снаряжение и неудачный подбор провианта привели к эпидемии цинги и большим потерям. После тяжелейшей зимовки 1875—1876 гг. в Форт Конгере, летом 1876 г. Нэрс счёл своим долгом отступить. Результаты экспедиции настроили британское общественное мнение вообще против полярных исследований, новых экспедиций в высокие широты не посылали около 20 лет.
Экспедиция провела обширный комплекс географических исследований (на увиденных территориях проводилась топографическая съёмка), исследовался также уклад жизни местных эскимосов.
- На Викискладе есть медиафайлы по теме Британская арктическая экспедиция (1875—1876)